# Acalypha contermina
Acalypha contermina é uma espécie de flor do gênero Acalypha, pertencente à família Euphorbiaceae.